# پیناردویل (نیوهمپشایر)
پیناردویل (به انگلیسی: Pinardville) شهری در ایالت نیوهمپشایر کشور ایالات متحده آمریکا است که جمعیت آن در سرشماری سال ۲۰۱۰ میلادی، ۴٬۷۸۰ نفر بوده‌است.